# Sculpture by the Sea

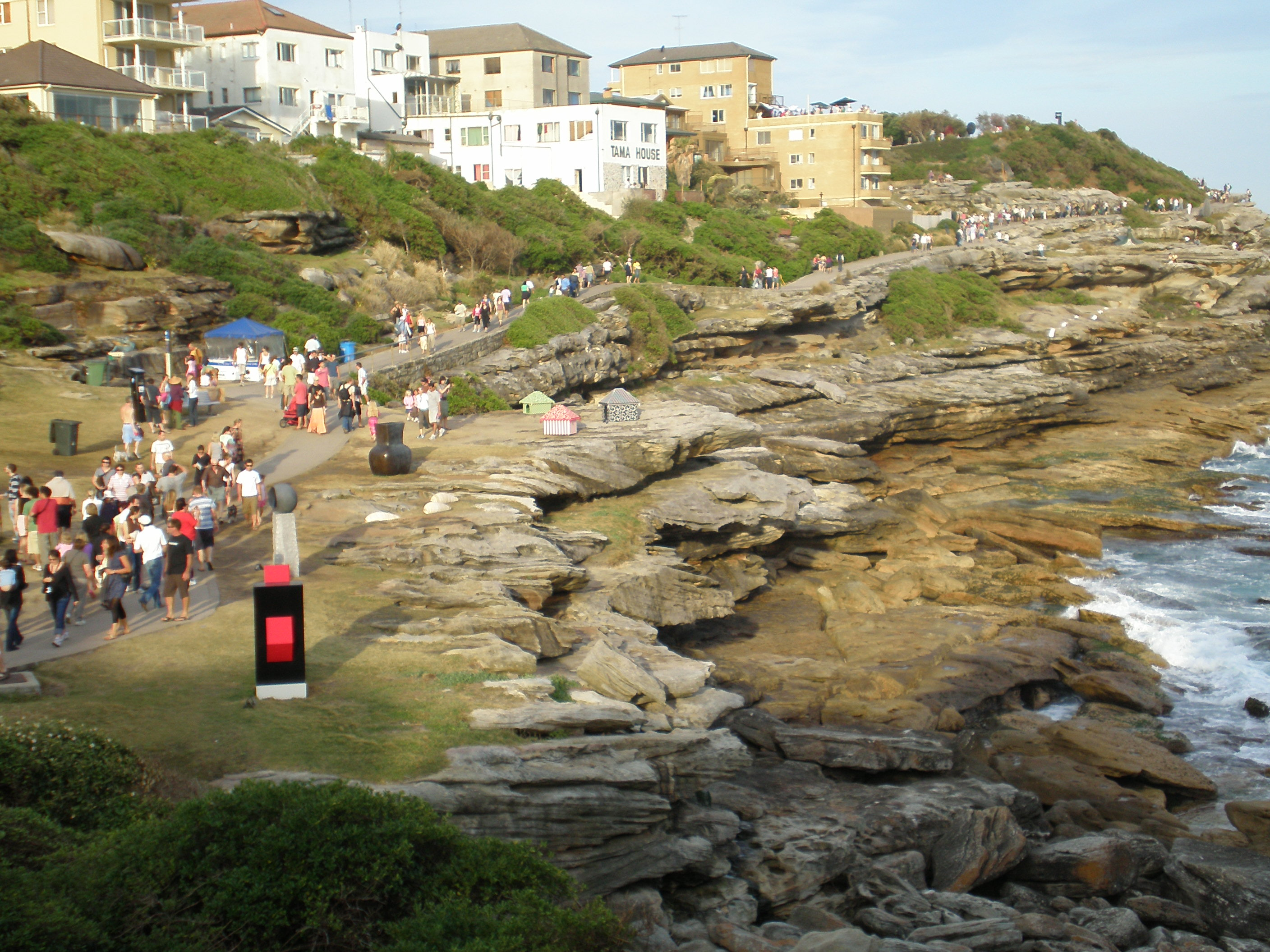
Bild vom zwei Kilometer langen Skulpturen-Fußweg (Bild 2006)

Sculpture by the Sea in Sydney ist Australiens größte temporäre Ausstellung von Bildhauerarbeiten im öffentlichen Raum. Sie findet seit dem Jahr 1997 regelmäßig im Oktober jeden Jahres an der Küstenlinie des Bondi to Tamarama Coastal Walk statt und zeigt rund 100 Kunstwerke nationaler und internationaler Bildhauer, darunter ist auch ein deutscher Künstler. Der Skulpturenweg wird in der deutschen Presse als weltgrößte Outdoor-Ausstellung dieser Art bezeichnet.

## Geschichte
Die Idee zur Veranstaltung von Sculpture by the Sea stammt von David Handley aus den 1990er Jahren. Die erste Ausstellung am Bondi Beach fand 1997 für die Dauer eines Tages statt und wurde von 25.00 Zuschauern aufgesucht.
Im Jahr 1998 unterstützte das Sydney Organising Committee for the Olympic Games fünf Bildhauerwerke der Sculpture by the Sea während des 1998 stattfindenden Olympic Arts Festival mit 260 aufgestellten Skulpturen an fünf australischen Orten Darwin, Noosa, Albany, Bondi und auf der Tasman Peninsula. Dies führte zu einem Durchbruch auch der Veranstaltung in Sydney.
2005 wurde sie erstmals unter gleichem Titel in Cottesloe, eine Vorstadt von Perth in Western Australia, veranstaltet und fand im März 2015 zum elften Mal mit Werken von 70 Künstlern statt.
Im Jahr 2009 veranstaltete die Stadtverwaltung von Aarhus in Dänemark ein themengleiche Ausstellung mit dem Titel Sculpture by the Sea Aarhus erstmals außerhalb von Australien. Sie findet in Dänemark alle zwei Jahre statt und 2015 zum vierten Mal.

## Sydney 2014, 2016
Im Jahr 2014 waren 109 Skulpturen an der Küstenlinie auf einer Strecke von zwei Kilometern zu sehen. Der Weg führte von Bondi Beach bis zum Tamarama Beach an Exponaten von Künstlern aus Australien, Japan, Neuseeland, Deutschland, Schweden, Spanien und den USA vorüber. In den vergangenen Jahren kamen bis zu 500.000 Besucher dorthin. In diesem Jahr beteiligte sich auch der deutsche Bildhauer Jörg Plickat aus Hamburg mit der Plastik Dialog, symbolisiert durch zwei Granit-Stelen.
Im Oktober 2016 gab es diese Freiluft-Ausstellung wiederum an dem langen Strandabschnitt bis zu Klippen mit mehr als 100 Kunstwerken. Unter anderem zeigte der chinesische Künstler Zhou Tengxiaoby das übermannsgroße Werk Wave Wall, bestehend aus neun sich gegenüberstehenden und in der Höhe verzahnten biegsamen Stäben, auf denen in der Länge ein leichtes Schiffchen liegt. Rund 520.000 Besucher des Festivals wurden im letzten Jahr gezählt.